# Villar del Cobo
Villar del Cobo là một municipality located in the province of Teruel, Aragon, Spain. According to the 2004 (INE), đô thị này có dân số là 222 người.